# 彭錦俊
彭錦俊博士（1939年—2010年4月2日），出生於廣東省海豐縣，为香港上市公司俊和發展集團 (港交所：0711) 的创始人及前主席，1939年出生於大家庭，1963年來港加入建築公司作，吃住也在地盤內，夜晚在理工學院（香港理工大學前身）攻讀建築課程，於1968年和妻子李蕙嫻白手興家，成為夫妻檔，最初是小型工程。後來直至開始參與鐵路路軌工程，即是鐵路電氣化開始改革，也參與道路、渠務、平整、房地產、海港等大型建設。
他還成功把一手創立俊和發展集團 (港交所：0711)在港交所 於1993年上市，更被譽為是長實御用。

## 辭世
在2010年4月2日去世，享年65歲。

## 綁票事件
在2008年7月11日，彭錦俊在上午乘坐私家車上班時，被3名綁匪事敗逃去。